# Komorida Tomoaki
Tomoaki Komorida (sinh ngày 10 tháng 7 năm 1981) là một cầu thủ bóng đá người Nhật Bản.

## Sự nghiệp câu lạc bộ
Tomoaki Komorida đã từng chơi cho Avispa Fukuoka, Oita Trinita, Montedio Yamagata, Vissel Kobe, Roasso Kumamoto, Persela Lamongan và Giravanz Kitakyushu.